# 第14回全国中等学校蹴球選手権大会
第14回全国中等学校蹴球選手権大会（だい14かいぜんこくちゅうとうがっこうしゅうきゅうせんしゅけんたいかい）は、大阪毎日新聞主催により1932年1月に南甲子園運動場で開催された全国中等学校蹴球選手権大会である。

## 参加チーム
- 函館中(北海道・初出場)
- 宮城師範(宮城・初出場)
- 埼玉師範(埼玉・初出場)
- 青山師範(東京・2年連続3回目)
- 関東学院中(神奈川・初出場)
- 富山師範(富山・5年連続5回目)
- 愛知一師範(愛知・4年連続5回目)
- 京都師範(京都・3年連続13回目)
- 堺中(大阪・2年連続9回目)
- 御影師範(兵庫・2年連続13回目)
- 広島一中(広島・2年連続5回目)
- 長崎師範(長崎・初出場)

## 試合結果

### 1回戦
- 御影師範 1 - 0 埼玉師範 延長
- 長崎師範 5 - 1 関東学院中
- 京都師範 6 - 5 宮城師範
- 堺中 4 - 1 富山師範

### 準々決勝
- 愛知一師範 2 - 1 青山師範
- 広島一中 1 - 0 函館中
- 京都師範 1 - 0 堺中
- 御影師範 8 - 0 長崎師範

### 準決勝
- 御影師範 2 - 1 京都師範
- 愛知一師範 4 - 0 広島一中

### 決勝
- 御影師範 6 - 1 愛知一師範